# Système 2
Système 2 est la deuxième version majeure du système d'exploitation des ordinateurs Macintosh. Il a été développé par Apple et est compatible avec les Macintosh équipés d'un microprocesseur Motorola 68000. Il sort le 8 avril 1985 et il est remplacé le 16 janvier 1986, avec l’arrivée du Système 3.0 lors de l'annonce du Macintosh Plus.
Il est compatible avec les Macintosh de l’époque qui avaient le Système 1 : Macintosh 128K, Macintosh 512K et Macintosh XL. Pour la mise à jour du système, des disquettes contenant la nouvelle version étaient envoyées aux revendeurs, qui les distribuaient ensuite aux propriétaires de Macintosh.

## Caractéristiques
Ce système d’exploitation représente une avancée au niveau des performances par rapport au Système 1. Parmi les améliorations, il y a un temps de démarrage réduit de 20 %, un Finder qui passe en version 4.1 et qui bénéficie d’une meilleure gestion des fichiers et des dossiers, ainsi qu’un affichage plus rapide des fenêtres et de leur contenu. La gestion de la mémoire a également été optimisée, bien qu’elle reste limitée sur le Macintosh 128K.
Les nouveautés introduites spécifiquement avec le Système 2 sont la prise en charge des sous-dossiers dans le Finder, qui permet une organisation plus structurée des fichiers. Le MiniFinder, une version simplifiée du Finder, qui améliore la navigation pour des tâches rapides. Une nouvelle commande, Shut Down, qui facilite l’arrêt propre du système. La possibilité de prendre des captures d’écran avec la combinaison CMD-SHIFT-3 est également ajoutée. L’impression des listes de fichiers devient possible, ajoutant une fonctionnalité pratique pour la gestion des données. Enfin, le support des disques durs d'Apple "Hard Disk 20" de 20 Mo est introduit, marquant une avancée majeure en termes de capacité de stockage.

## Voir également
- Système 1
- Lisa OS
- Apple DOS